# Araphura joubinensis
Araphura joubinensis is een naaldkreeftjessoort uit de familie van de Tanaellidae. De wetenschappelijke naam van de soort is voor het eerst geldig gepubliceerd in 1989 door Sieg & Dojiri.